# NGC 1465
NGC 1465 este o galaxie lenticulară situată în constelația Perseu. A fost descoperită în 25 septembrie 1886 de către Lewis A. Swift. Se află la o distanță de 57,1 de megaparseci de Pământ.